# Karel Zeman

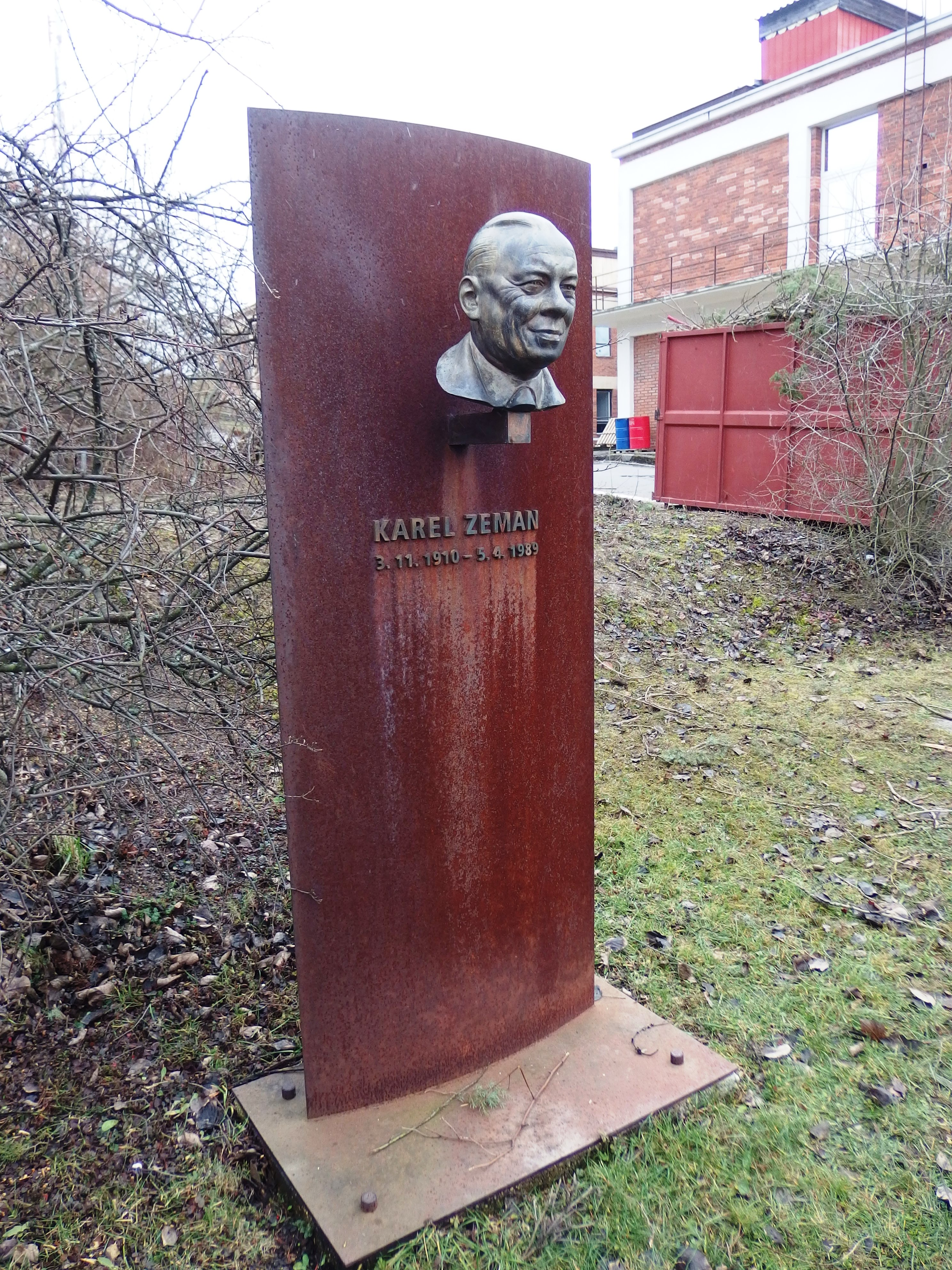
Karel Zeman, Büste in Zlín

Karel Zeman (* 3. November 1910 in Ostroměř; † 5. April 1989 in Gottwaldov) war ein tschechoslowakischer Filmregisseur. Er zählt zusammen mit Hermína Týrlová und Jiří Trnka zu den Begründern des tschechischen animierten Films.

## Leben und Werk
Karel Zeman wurde am 3. November 1910 in Ostroměř geboren. Nach dem Abschluss einer Handelsschule absolvierte er in Aix-en-Provence in Frankreich einen Kurs über Reklamezeichnung. Danach arbeitete zunächst in der Werbebranche. Nach seiner Rückkehr nach Tschechien interessierte er sich mehr und mehr für das Puppenspiel und den animierten Film. Nachdem Regisseur Elmar Klos sein Talent entdeckt hatte, begann er 1943, in den Filmstudios in Zlín zu arbeiten.
Zeman stellte zusammen mit Hermína Týrlová seinen ersten Trickfilm Vánoční sen (dt.: Weihnachtstraum) her, der in Cannes ausgezeichnet wurde. Einer seiner bekanntesten Filme ist der Kinder-Fantasyfilm Reise in die Urzeit, über dessen Entstehung auch eine Filmdokumentation gedreht wurde, und für den Zeman 1955 den Preis für den „Besten Kinderfilm“ der Filmfestspiele von Venedig erhielt.
Karel Zeman setzte in seinen Filmen innovative Tricktechnik ein, indem er reale Szenen mit Schauspielern mit Trickfilmsequenzen verband und besondere Effekte verwandte, wie unter anderem optische Täuschungen. Ursprünglich als Dekorateur in einem Werbestudio tätig, lernte er den Trickfilm kennen und schuf erste Animationen. Parallel entwarf er die populäre Comic-Figur Prokouk der Bürokrat. Zu seinen bekanntesten Filmen zählen Baron Münchhausen und die von Jules Verne inspirierten Filme Die Erfindung des Verderbens, Das gestohlene Luftschiff und Auf dem Kometen. Seine letzte Ruhestätte befindet sich auf dem Waldfriedhof Zlín.
2001 wurde der Asteroid (19291) Karelzeman nach ihm benannt. Seine Tochter Ludmila Zeman (geb. 1947) ist Kinderbuchautorin und ebenfalls Trickfilmproduzentin. Sie ist Mitbegründerin des 2012 eröffneten Karel-Zeman-Museums in Prag.

## Filme (Auswahl)

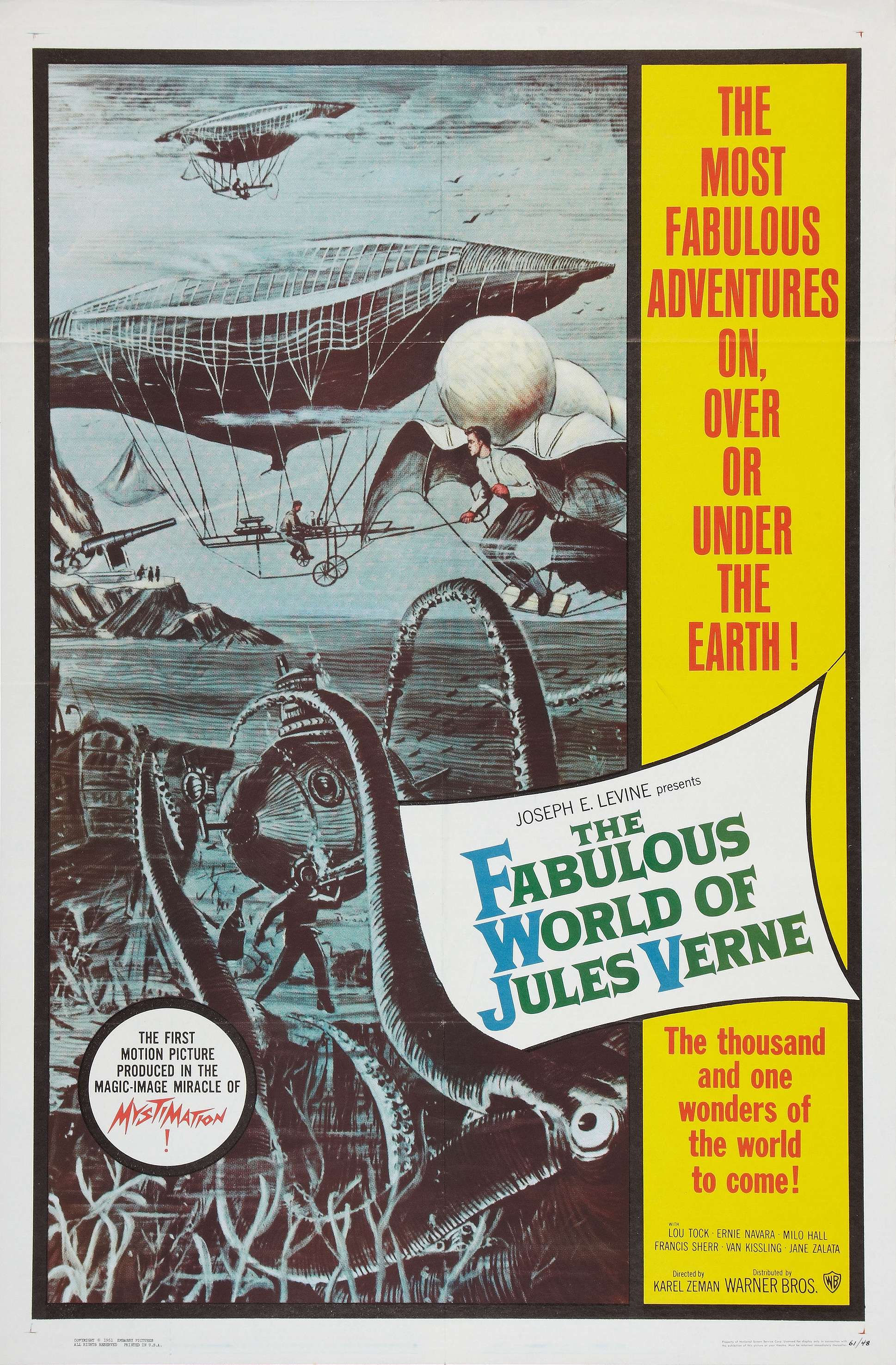
Amerikanisches Filmposter für Zemans Film „Die Erfindung des Verderbens“

- 1952: Der Schatz der Vogelinsel (Poklad Ptacího ostrova)
- 1952: Der König mit den Eselsohren (Král Lávra)
- 1955: Reise in die Urzeit (Cesta do pravěku), unter wissenschaftlicher Mitarbeit von Josef Augusta und nach wissenschaftlichen Illustrationen von Zdeněk Burian
- 1958: Die Erfindung des Verderbens (Vynález zkázy), nach dem gleichnamigen Roman von Jules Verne
- 1961: Baron Münchhausen (Baron Prášil), nach dem gleichnamigen Roman von Gottfried August Bürger
- 1964: Die Hofnarrenchronik (Bláznova kronika)
- 1967: Das gestohlene Luftschiff (Ukradená vzducholoď), sehr frei interpretiert nach dem Roman Zwei Jahre Ferien und auch noch nach anderen Romanen von Jules Verne
- 1970: Auf dem Kometen (Na kometě), nach dem Roman von Jules Verne: Hektor Servadacs Reise durch die Sonnenwelt (oder Reise durch die Sonnenwelt oder Reise durch das Sonnensystem, französisch Hektor Servadac)
- 1971: The Adventures of Sinbad (Dobrodruzství námorníka Sindibáda)
- 1977: Krabat (Čarodějův učeň), nach dem gleichnamigen Buch von Otfried Preußler
- 1980: Das Märchen von Hans und Marie (Pohádka o Honzíkovi a Mařence)